# Gillet Herstal 720 AB
Die Gillet Herstal 720 AB war ein Motorradgespann des belgischen Herstellers Gillet Herstal, das von 1937 bis 1940 für das belgische Militär gebaut wurde.

## Technik und Verbreitung
Gillet hatte bereits Erfahrung mit der Entwicklung von Zweitaktmotoren, sodass das belgische Militär 1937 eine hubraumgroße Zweitakt-Beiwagenmaschine in einer Stückzahl von 784 Exemplaren orderte. Die Leistung des Zweizylinder-Zweitaktmotors mit 728 cm³ Hubraum (Bohrung 76 mm, Hub 80 mm) wurde mit 23 PS bei 3600 min−1 angegeben. Probleme mit der Überhitzung dieses gewaltigen Zweitaktmotors, ebenso der enorme Benzinverbrauch von bis zu 20 Liter auf 100 km sprachen nicht für die Konstruktion.
Die französische Armee bestellte ebenfalls Motorradgespanne des Typs Gillet Herstal 720 AF (F für Frankreich mit Bernadet-Seitenwagen), die jedoch nie ausgeliefert und nach dem Westfeldzug als Beutemaschinen – wie die AB – von der Wehrmacht eingesetzt wurden.